# Solène Ndama
Solène Ndama (Bordeaux, 23 settembre 1998) è una multiplista e ostacolista francese di origini gabonesi.

## Palmarès
| Anno | Manifestazione          | Sede     | Evento     | Risultato  | Prestazione | Note             |
| ---- | ----------------------- | -------- | ---------- | ---------- | ----------- | ---------------- |
| 2015 | Mondiali U18            | Cali     | Eptathlon  | 29ª        | 4 927 p.    |                  |
| 2017 | Europei U20             | Grosseto | 100 m hs   | Oro        | 13"15       |                  |
| 2018 | Europei                 | Berlino  | 100 m hs   | Finale     | dq          |                  |
| 2019 | Mediterraneo U23 indoor | Miramas  | 60 m hs    | Batteria   | dnf         |                  |
| 2019 | Europei indoor          | Glasgow  | 60 m hs    | Semifinale | 8"09        |                  |
| 2019 | Europei indoor          | Glasgow  | Pentathlon | Bronzo     | 4 723 p.    | Record nazionale |
| 2019 | Mondiali                | Doha     | 100 m hs   | Batteria   | dnf         |                  |
| 2019 | Mondiali                | Doha     | Eptathlon  | 14ª        | 6 034 p.    |                  |